# Kręczki
Kręczki – osada w Polsce położona w województwie mazowieckim, w powiecie warszawskim zachodnim, w gminie Ożarów Mazowiecki.
Według stanu z 2021 roku sołectwo Kaputy - Kręczki liczyło 2031 mieszkańców. 
W latach 1975–1998 miejscowość administracyjnie należała do województwa warszawskiego.
W 1738 roku kasztelanowa małogoska Urszula z Bielińskich Czermińska zapisała wieś Kręczki na rzecz Szpitala Podrzutków ks. Boduena. Folwark w 1921 roku zostaje przejęty przez gminę miasta Warszawa.